# Дубинецький Степан Миколайович
Степа́н Микола́йович Дубине́цький — старший солдат Збройних сил України, учасник російсько-української війни.

## З життєпису
Разом з іще 5 військовими за звільнення Слов'янська — за особисту мужність і героїзм, виявлені у захисті державного суверенітету та територіальної цілісності України, вірність військовій присязі, відзначений — 5 липня 2014 року нагороджений орденом «За мужність» III ступеня.
В мирний час проживає у Чорному Острові.

## Нагороди та вшанування
- Орден Богдана Хмельницького III ступеня (21 серпня 2014) — за особисту мужність і героїзм, виявлені у захисті державного суверенітету та територіальної цілісності України, вірність військовій присязі, високопрофесійне виконання службового обов'язку[1]
- Орден «За мужність» III ступеня (5 липня 2014) — за особисту мужність і героїзм, виявлені у захисті державного суверенітету та територіальної цілісності України, вірність військовій присязі[2]
- Почесний громадянин Хмельницького району (8 квітня 2015)